# Władysław Szadurski
Władysław Szadurski herbu Ciołek – sędzia ziemiański i ziemski wileński w latach 1792–1794, sędzia ziemski wileński w latach 1781–1792, konsyliarz powiatu wiłkomierskiego  konfederacji generalnej Wielkiego Księstwa Litewskiego w konfederacji targowickiej w 1792 roku.
W marcu 1793 roku wyznaczony przez konfederację targowicką do Komisji Skarbowej Wielkiego Księstwa Litewskiego.